# ミニマリオ & フレンズ amiiboチャレンジ
『ミニマリオ & フレンズ amiiboチャレンジ』（ミニマリオ アンド フレンズ アミーボチャレンジ、英題：Mini Mario & Friends: amiibo Challenge）は、Nintendo Software Technologyが開発し任天堂より2016年1月28日に無料配信されたWii U/ニンテンドー3DS用アクションパズルゲーム。

## 概要
サイドビューのステージ内を自動的に歩き続けるおもちゃのキャラクター「トイキャラクター」をゴール地点まで導くことがゲームの目的で、タイトルには含まれていないが、基本的なシステムやグラフィックは『マリオvs.ドンキーコング』シリーズのものを継承している。
本作のプレイ時には、ゲーム機用周辺機器のフィギュア「amiibo」が必要となる（別種のカード型amiiboは非対応）。ゲーム開始時にamiiboをゲーム機に読み込ませることでトイキャラクターが現れるという仕組みで、特にマリオシリーズのamiibo（一部除く）を読み込むと後述の対応キャラクターが登場する（対応するマリオシリーズのamiiboの種類については対応amiibo一覧を参照）。
2016年1月28日より、amiiboの購入時にもらえるダウンロード番号をニンテンドーeショップで入力することで先行的にダウンロード可能となるキャンペーンが実施され、この中では後日ニンテンドーeショップで無料配信するとアナウンスされた。その後、同年4月28日より任天堂の会員サービス「マイニンテンドー」でのポイント交換用景品として提供され、同年10月19日よりニンテンドーeショップでの無料配信が開始された。

## システム
本作の操作のほとんどは、タッチパネルをタッチすることで行う。タッチ操作によりステージ内の仕掛けを変化させることができるほか、トイキャラクターをタッチすると少し加速する。
マリオシリーズのトイキャラクターは、それぞれ固有の能力を持っている。通常はトイキャラクターがゴール地点のドアに到達すればステージクリアだが、固有能力を用いた時のみ到達可能な「amiiboドア」に入るとそのキャラクター専用のステージへ行くことができる。また、これとは別に、ステージ内にある「amiiboパス」を集め一定ポイントがたまると「スターワールドステージ」がオープンし、全てのメインステージのクリア後にプレイ可能となる。

## キャラクター
マリオシリーズの対応amiibo以外を読み込んだ場合は、本項の最後に記述した「ミニスペック」が登場する。
ミニマリオ
壁を伝ってジャンプする壁ジャンプができる。
ミニルイージ
他のキャラクターよりも高くジャンプできる。
ミニピーチ
少しの距離を宙に浮いて移動できる。
ミニキノピオ
狭い隙間を通ることができる。
ミニDK
坂を駆け上がることができる。
ミニディディーコング
落下中に足場をつかみ這い上がることができる。
ミニクッパ
落下時に踏みつけジャンプし、着地地点にブロックがある場合に破壊する。
ミニクッパJr.
通常ならば触れるとミスになる「はりブロック」の上を移動できる。
ミニヨッシー
通常ならば触れるとミスになる一部の敵を飲み込むことができる。
ミニロゼッタ
壁の横で非常に高く上昇する。
ミニスペック
特別な能力はない。